# 蔡淇俊
蔡淇俊（Vin Choi Kay Chun，1984年5月23日—），原名蔡誌鋒，曾為香港無綫電視演員，現在中國大陸發展。

## 簡介
蔡淇俊生於香港一個小康家庭，父親是賣布的商人，母親則是公務員。他曾就讀鴨脷洲街坊學校。2001年於新會商會陳白沙紀念中學畢業後參加《TVB周刊》舉行的“至型bug仔”比賽，憑借帥氣的樣貌和1.83米的身高，蔡淇俊輕易擊敗兩千名參賽者，奪冠入行。然而他星途並不順利。2003年讀完第18期無綫電視藝員訓練班後，多被安排演路人甲乙丙，一年後才被監製潘嘉德看中，在《衝上雲霄》中飾演實習飛機師，當馬國明的同學。2004年，蔡淇俊首次擔任主角，與司徒瑞祈及陳自瑤等合演青春劇《赤沙印記@四葉草.2》，與陳自瑤發生戀情，當時更被稱為“翻版霆鋒”，可惜未能一炮而紅。後來被安排擔當兒童節目《放學ICU》的主持，但因曝光率不高，事業開始沉寂。
自2007年開始，蔡淇俊事業有轉機，被《突圍行動》的監製梅小青安排飾演劇中“二世祖”昭少一角。其後，蔡淇俊更被TVB戲劇分部副總監曾勵珍欽點，與久休復出的一姐關詠荷合演3月播出的長達364集情景劇《同事三分親》，飾演金燕玲的乖孫，擔任要角，拍攝期達一年半之久，這段時期可說是他最當紅的日子。不過拍畢《同事三分親》後，演藝事業再次沉寂。
2012年2月17日，他的父親在深水埗基隆街寓所附近離奇遇襲，遭人按地用硬物扑頭重創。他的父親一度負傷追兇至五十米外的黃竹街。但四小時後昏倒寓所梯間，救護員將其送往明愛醫院搶救，其後再轉往瑪嘉烈醫院，情況危殆。
蔡淇俊勤練空手道應付演出；他現階段是黃帶，是歐錦棠的同門。
2014年6月，蔡淇俊轉戰食界，他個人微博宣布在廣東佛山開設了一家米線館，投資額50萬元，當時舖租只是3萬元，比香港同樣水平低5至6倍。同年9月與香港無綫電視解約，《飛虎II》為其在無綫電視的告别作。至2017年6月在佛山已開設5家分店。亦在佛山襌城區開設火鍋店。

### 政治立場
蔡淇俊亦有參與支持港版國安法的聯署。

## 演出作品

### 電視劇（無綫電視）
| 翡翠台首播                   | 劇名               | 角色                             |
| ---------------------------- | ------------------ | -------------------------------- |
| 2002年                       |                    |                                  |
| 2001年9月17日-2002年12月28日 | 皆大歡喜           | 狗 主、士 兵、侍 衛              |
| 2003年                       |                    |                                  |
| 5月5日-2005年1月22日         | 皆大歡喜           | Andy助手、餐廳侍應、助導、傍友   |
| 6月30日-7月25日              | 金牌冰人           | 文 官                            |
| 7月28日-8月22日              | 戀愛自由式         |                                  |
| 8月18日-9月12日              | 美麗在望           | 廚房職員                         |
| 9月8日-10月3日               | 英雄刀少年         | 張文雄                           |
| 9月14日-12月7日              | 當四葉草碰上劍尖時 | 肥 俊                            |
| 10月27日-12月20日            | 衝上雲霄           | 許光成                           |
| 11月3日-12月12日             | 西關大少           | 軍裝隨員、記者                   |
| 2004年                       |                    |                                  |
| 2月9日-3月5日                | 烽火奇遇結良緣     | 侍 衛                            |
| 5月24日-6月18日              | 足秤老婆八兩夫     | 西門卿                           |
| 6月21日-7月16日              | 一屋兩家三姓人     | 蔡志聰                           |
| 6月21日-7月17日              | 隔世追兇           | 男青年                           |
| 7月19日-8月22日              | 棟篤神探           |                                  |
| 10月4日-11月12日             | 爭分奪秒           | G4                               |
| 10月3日-2005年1月3日         | 赤沙印記@四葉草.2  | 方 力                            |
| 2005年                       |                    |                                  |
| 2月5日-7月2日                | 奇幻潮             | Tony                             |
| 8月15日-9月23日              | 酒店風雲           | Zing                             |
| 2006年                       |                    |                                  |
| 6月13日-7月16日              | 法證先鋒           | 杜少威                           |
| 4月10日-2007年3月10日        | 高朋滿座           | Madison                          |
| 2007年                       |                    |                                  |
| 1月8日-2月9日                | 突圍行動           | 童日昭（Edmond）                 |
| 3月12日-2008年8月7日         | 同事三分親         | 陸堅／陸哲（第一男主角）         |
| 2009年                       |                    |                                  |
| 10月19日-11月29日            | 宮心計             | 布小順                           |
| 2010年                       |                    |                                  |
| 5月24日-6月25日              | 談情說案           | 高俊霆（Billy）                  |
| 6月14日-11月28日             | 天天天晴           | 陸 哲                            |
| 2011年                       |                    |                                  |
| 1月24日-2月18日              | 隔離七日情         | 伍子聰                           |
| 2月21日-4月2日               | Only You 只有您    | 莊忠良                           |
| 6月27日-7月29日              | 真相               | Leo                              |
| 10月10日-11月20日            | 法證先鋒III        | 蔡 俊（Vincent）                 |
| 12月6日-2012年1月2日         | 我的如意狼君       | 徐 安                            |
| 2012年                       |                    |                                  |
| 1月3日-2月12日               | 缺宅男女           | Calvin Ma                        |
| 1月30日-2月24日              | 4 In Love          | Andy                             |
| 7月9日-8月10日               | 回到三國           | 劉 琮                            |
| 11月5日-12月16日             | 大太監             | 潘玉俊                           |
| 12月18日-2013年1月19日       | 法網狙擊           | 陳 健                            |
| 2013年                       |                    |                                  |
| 3月11日-4月6日               | 女警愛作戰         | Peter                            |
| 3月18日-4月19日              | 仁心解碼II         | 報導員（第25集）                 |
| 4月22日-5月31日              | 金枝慾孽貳         | 納喇·哈圖                        |
| 6月17日-7月12日              | 熟男有惑           | 高 貴（Hugo）                    |
| 7月15日-8月9日               | 师父·明白了        | 尹初喜（于第20集客串成年尹初喜） |
| 8月12日-9月22日              | 情逆三世緣         | 康 榮                            |
| 9月23日-11月1日              | 巨輪               | 戚啟賓（Ben）                    |
| 2014年                       |                    |                                  |
| 3月17日-4月18日              | 叛逃               | 鍾正男                           |
| 10月6日-11月1日              | 再戰明天           | 孫慶能                           |
| 10月19日-2015年1月4日        | 飛虎II             | 林文輝                           |
| 2023年                       |                    |                                  |
| 5月15日-6月13日              | 一舞傾城           | 程宏開                           |

### 節目主持（無綫電視）
- 放學ICU
- 蔥蔥闖地球（飾 雷冠男）
- 民峰學院
- 小腳板古城尋珍寶

### 微電影
- 2019年：出路[8]

## 音樂作品

### 主唱歌曲
- 拯救星球 (主唱：蔡淇俊)
- 我要出線 (主唱：蔡淇俊、劉家聰、張國洪、李霖恩、李泳漢)
- 投投籃球 (主唱：鄧健泓、蔡淇俊、劉家聰、張國洪、李霖恩、李泳漢)

### MV演出
- 拯救星球
- 我要出線
- 投投籃球
- 沙
- 飲歌
- 大雄
- 錯愛
- 句句我愛你
- 出於污泥
- 垃圾筒
- 失戀心情好

## 電視節目（無綫電視）

### 曾參與綜藝節目
- 名人飯堂
- 名人飯堂慶團年
- 青少年競技迎東亞運
- 鐵甲無敵獎門人
- OSIM健康生活一分鐘
- 藍兒本色
- 娛樂金剛圈
- 職安健知多D
- 智激校園
- 大咕窿
- 贏盡滿城宫心計
- 如心廣場呈獻開心無敵至激數
- 鯉躍龍門迎新春2010
- 金雞報喜迎新春
- 金雞醒晨賀新歲
- Citywalk粵港同慶接金牛
- 至激校園
- 華麗翡翠星力量
- 道路安全議會之路上零意外
- 雪中送暖
- 沙田月滿樂安居
- 北京奧運黃金直擊
- 兒歌金曲頒獎禮
- 愛情研究院
- 萬千星輝頒獎典禮
- 萬千星輝賀台慶
- TVB四十年盛世最強迎臺慶
- TVB15/16電視迷大挑戰
- 粵港澳安全知識競賽
- 歡樂滿東華
- 通識基本法
- 香港小姐競選
- TVB節目巡禮
- 激優一族
- dadadede精靈樂園
- Q仔Q女生日會
- 大咕窿
- 荃加福祿壽

## 廣告/代言人
- TVB 聖誕宣傳片2009
- 衛訊電訊
- 羅浮宮婚莎攝影
- Mona Lisa 蒙娜麗莎婚莎攝影
- Phyris護膚品
- 屈臣氏蒸餾水電視廣告

## 獲得獎項
- 《TVB周刊》“至型bug仔”比賽冠軍
- 《兒歌金曲頒獎典禮2008》得獎歌曲: 拯救星球

## 外部連結
- 蔡淇俊vin的新浪微博
- 蔡淇俊 Vin Choi的Facebook專頁
- 蔡淇俊 Vin Choi的Instagram
- 追兇失蹤四句鐘 返家梯間昏倒 藝員蔡淇俊父遭扑頭命危 （页面存档备份，存于）